# لوبينافير
لوبينافير هو أحد مضادات الفيروسات القهقرية ومن مجموعة مثبط بروتياز. يستخدم في علاج متلازمة العوز المناعي المكتسب ضمن دواء مركب ذي جرعة ثابتة مع دواء آخر مثبط للبروتياز (مع ريتونافير في كاليترا أو ألوفيا). حصل على ترخيص إدارة الغذاء والدواء في 15 أيلول 2000.

## روابط خارجية
- Kaletra - موقع كاليترا.